# Psapharochrus ridleyi
Psapharochrus ridleyi is een keversoort uit de familie van de boktorren (Cerambycidae). De wetenschappelijke naam van de soort werd in 1890 als Acanthoderes ridleyi gepubliceerd door Charles Owen Waterhouse.